# 日本読書新聞
日本読書新聞（にほんどくしょしんぶん）は、1937年から1984年まで刊行された書評新聞。
発行元は日本読書新聞社だったが休刊し、戦後、日本出版協会から復刊。
1960年代には、興隆した新左翼運動と随行して全盛期を迎え、「新聞の中の新聞」「出版社の中の出版社」と喧伝された。

## 歴史

### 前身
1930年11月、沖縄生まれの与座弘靖が月刊「読書新聞」を刊行開始。

### 創刊
1937年3月、株式会社日本読書新聞社が旬刊紙として「日本読書新聞」を発刊。1937年3月1日付の創刊号はタブロイド判16頁、定価は一部3銭だった。
この際に「読書新聞」を吸収合併した。
初代編集長は、出版社アルス出身の中貞夫。この頃、のちに『暮しの手帖』を起こす大橋鎭子も入社していた。
1937年秋ごろに東京出版協会の機関紙研究特別委員会にいた関根康喜が入社し、総務部長になる。

### 統制中の編集部交代
1941年8月15日号（第165号）をもって日本出版文化協会（1940年12月19日に国家統制の一環として結成された組織）の機関誌に移行させられる。
新編集長には「帝国大学新聞」（のちの「東京大学新聞」）編集長だった田所太郎が就任。他にも東大出身者たちで編集部は占められた。
1943年3月、日本出版文化協会が日本出版会に組織変更する。
編集部員も徴兵される等の状況により、1945年5月21日号をもって休刊した。

### 戦後の復刊と分裂
戦後の1945年11月に日本出版協会（戦後、日本出版会からの改称）から復刊。1945年11月20日付の復刊号から月2回刊行、翌年週刊になる。
この頃の編集部員には、大橋、杉浦明平、柴田錬三郎らがおり、花森安治もカット絵を担当していた。
だが、鉄道省出身の元官僚の石井満が、日本出版協会を支配し、戦犯出版社とされた大手出版社を次々に会から除名。
除名された出版社の多くは日本自由出版協会（のちの全国出版協会、日本書籍出版協会）を結成。日本出版協会は少数派となる。
この状況を不満とした編集長の田所は1949年に退社し、「図書新聞」を新たに創刊する。また、日本自由出版協会からは「全国出版新聞」（のちの、「週刊読書人」）が創刊され、書評紙は三紙鼎立の状況となった。1959年5月4日号をもって創刊1000号になる。

### 全盛期
1960年安保から1970年安保にかけての、新左翼運動の高揚にあわせて全盛期を迎える。編集部には巌浩、定村忠士、吉田公彦、三木卓、稲垣喜代志、水澤周、渡辺京二、山根貞男、中野幹隆、井出彰、権藤晋（高野慎三）、絓秀実らが在籍。また、営業部長に小林一博 (出版評論家)がいた。左翼系文化人の多くが盛んに執筆し、「吉本隆明・花田清輝論争」の舞台となるなど、紙面は活性化された。最盛期の部数は十万部近かったという。

### 衰退と休刊
1970年代の新左翼運動の急速な衰退により大きな打撃を受ける。1975年には大物総会屋の上野国雄が理事長に就任し、『現代の眼』や『創』等と共に総会屋系新左翼誌と看做されるようになる。
1980年代以降は活字離れも打撃となり、最終期には部数は一万部以下に低迷。1984年12月号をもって、無期限休刊が宣言された。